# Рак паращитоподібної залози
Рак паращитоподібної залози — рідкісне злоякісне новоутворення паращитоподібної залози, частота якого становить менше 1% серед усіх випадків гіперпаратиреозу.

## Етіологія
Залишається невідомою, проте існують припущення про наявність спадкових факторів та дерегуляція експресії бета-катеніну, що є одним з основних компонентів сигнального шляху Wnt.

## Клінічні прояви
Клінічні ознаки, що супроводжують РПЩ, виникають переважно через підвищений рівень паратгормону. Проте деякі симптоми асоційовані виключно з РПЩ: гостра гіперкальцинемія, призводить до розвитку значної слабкості, втрати ваги, поліурії, нудоти та блювання. Крім того, можуть бути вражатися нирки — спостерігається нефролітіаз та нефрокальциноз. До 75% пацієнтів мають утворення в ділянці шиї, яку можна пропальпувати (що рідко зустрічається при аденомі).

## Діагностика
- Ультразвукове дослідження шиї
- Тонкоголкова аспіраційна пункційна біопсія підозрілого за даними УЗД або пальпації утворення[2]
- Експрес-патологогістологічне дослідження видаленого зразка пухлини[3]

## Патологічна анатомія пухлини
Пухлина являє собою щільне утворення сірувато-білуватого кольору, що спаяне з оточуючими тканинами.
Мікроскопічно РПЩ демонструє інвазію в судини, капсулу та подекуди в оточуючі паращитоподібну залозу м'які тканини або інші анатомічні структури. Більшість карцином мають солідний тип росту, демонструючі ракові клітини як дифузну масу або компактні ділянки.

## Лікування
Виконується хірургічне видалення (паратиреоїдектомія та дисекція шиї) паращитоподібної залози, яка уражена злоякісною пухлиною.

## Прогноз
Показник 5-річного виживання становить до 90%, 10 річного — 50%. Рецидив хвороби може виникати від 30 до 70% випадків за різними даними.